# Oliwia Szymczak
Oliwia Szymczak (20 juli 2003) is een voetbalspeelster uit Polen. Ze staat onder contract bij Feyenoord en komt op huurbasis als doelverdedigster uit voor PEC Zwolle in de Vrouwen Eredivisie.

## Carrière
Oliwia Szymczak speelde in de jeugd voor KKP Medyk Konik dat uitkomt in de hoogste Poolse voetbaldivisie. In november 2020 maakte Szymczak in het duel met AZS UJ Kraków haar officiële debuut en werd ze het seizoen daarop verkozen tot eerste keeper. Tevens werd Szymczak jeugdinternational van Polen en deed ze tijdens een trainingskamp ervaring op bij de nationale ploeg. In 2023 besloot Szymczak de overstap naar Feyenoord te maken.
Op 10 september 2023 maakte Szymczak haar debuut voor Feyenoord door in de 85ste minuut in te vallen voor Maxime Bennink. Vlak daarvoor had eerste keepster Jacintha Weimar een rode kaart gekregen. De eerstvolgende twee wedstrijden tegen respectievelijk Fortuna Sittard en FC Twente mocht Szymczak in de basis starten. Door blessureleed bij Weimar keerde Szymczak vanaf maart 2024 enkele wedstrijden terug in het basiselftal van Feyenoord.
Szymczak verlengde op 6 augustus 2025 haar contract in Rotterdam voor drie jaar. Tegelijkertijd maakte ze op huurbasis de overstap naar competitiegenoot PEC Zwolle.

## Statistieken
| Seizoen | Club             | Competitie         | Competitie | Competitie | Beker | Beker | Overig | Overig | Totaal | Totaal |
| Seizoen | Club             | Competitie         | Wed.       | Dlp.       | Wed.  | Dlp.  | Wed.   | Dlp.   | Wed.   | Dlp.   |
| ------- | ---------------- | ------------------ | ---------- | ---------- | ----- | ----- | ------ | ------ | ------ | ------ |
| 2022/23 | KKPK Medyk Konin | Ekstraliga         | 2          | 0          | 0     | 0     | 0      | 0      | 2      | 0      |
| 2023/24 | Feyenoord        | Vrouwen Eredivisie | 6          | 0          | 3     | 0     | 0      | 0      | 9      | 0      |
| 2024/25 | Feyenoord        | Vrouwen Eredivisie | 0          | 0          | 1     | 0     | 0      | 0      | 1      | 0      |
| 2025/26 | PEC Zwolle       | Vrouwen Eredivisie | 0          | 0          | 0     | 0     | 0      | 0      | 0      | 0      |
| Totaal  | Totaal           | Totaal             | 8          | 0          | 4     | 0     | 0      | 0      | 12     | 0      |

Bijgewerkt t/m 6 augustus 2025.
Davelaar ·
Huizenga ·
Iedema ·
Lindner ·
Pruim ·
Roosjen ·
Schilder ·
Szymczak ·
Tissingh ·
Van de Velde ·
Zijp ·
Coach: De Gunst